# Кол Роиго Алто (Виченца)
Кол Роиго Алто је насеље у Италији у округу Виченца, региону Венето.
Према процени из 2011. у насељу је живело 32 становника. Насеље се налази на надморској висини од 172 м.